# Painkiller (musikalbum)
Painkiller är det brittiska heavy metal-bandet Judas Priests tolfte studioalbum, utgivet den 3 september 1990. Den brukar anses vara en milstolpe i Judas Priests karriär. Skivan är den första med den nya trummisen Scott Travis och det sista med sångaren Rob Halford innan 2005 års Angel of Retribution. Skivan följdes upp av en världsturné.

## Låtlista
Samtliga låtar är skrivna av Rob Halford, K.K. Downing och Glenn Tipton, om inget annat anges.
1. "Painkiller" – 6:06
2. "Hell Patrol" – 3:37
3. "All Guns Blazing" – 3:58
4. "Leather Rebel" – 3:35
5. "Metal Meltdown" – 4:48
6. "Night Crawler" – 5:45
7. "Between the Hammer & the Anvil" – 4:49
8. "A Touch of Evil" (Halford, Downing, Tipton, Chris Tsangarides) – 5:45
9. "Battle Hymn" – 0:58
10. "One Shot at Glory" – 6:49

### Bonusspår på återutgåvan 2001
1. "Living Bad Dreams" – 5:21
2. "Leather Rebel" (Live) – 3:39

## Musiker
- Rob Halford – sång
- K.K. Downing – gitarr
- Glenn Tipton – gitarr
- Ian Hill – elbas
- Scott Travis – trummor
- Don Airey – keyboard på "A Touch of Evil"